# Dev Anand
Dev Anand (Shakargarh, 26 september 1923 – Londen, 3 december 2011) was een Indiaas acteur, filmregisseur en filmproducent die voornamelijk in de Hindi filmindustrie werkte. Hij werd in 2001 door de Indiase regering onderscheiden met de Padma Bhushan voor zijn bijdrage aan de Indiase filmindustrie.

## Biografie
Na het afronden van zijn studie Engelse literatuur in Lahore vertrok Anand naar Bombay om er te gaan werken op kantoor voor een salaris van 65 roepies per maand. Hij raakte geïnspireerd door acteur Ashok Kumar om ook op te treden, en besloot zich bij zijn broer Chetan Anand te voegen die lid was van een Indiase theatergroep. Anand viel Prabhat Film Studios binnen en liet een positieve indruk achter. Algauw kreeg hij die hoofdrol aangeboden in Hum Ek Hain (1946).
Aan het einde van de jaren veertig kreeg Anand een paar rollen aangeboden waarin hij de hoofdrol speelde tegenover Suraiya. Tijdens de opnames van deze films kwamen de twee steeds dichterbij elkaar. De twee hebben samen in zeven films gespeeld: Vidya (1948), Jeet (1949), Shair (1949), Afsar (1950), Nili (1950), Do Sitare (1951) en Sanam (1951), die allemaal succesvol waren. Er kwam een eind aan de relatie toen Anand Suraiya ten huwelijk vroeg en de familie van Suraiya weerstand bood, gezien hij hindoe was en zij moslim.
Ashok Kumar spotte Anand in een filmstudio en bood hem de hoofdrol aan in Ziddi (1948), wat Anand's doorbraak werd. In 1949 startte hij zijn eigen productiebedrijf op, Navketan Films, dat tot 2011 vijfendertig films had geproduceerd. Anand was te zien in Baazi (1951), Aandhiyan (1952), Taxi Driver (1954), House No. 44 (1955) en Nau Do Gyarah (1957) met tegenspeelster Kalpana Kartik met wie hij trouwde en twee kinderen kreeg, waaronder acteur Suneil Anand.
In de jaren zestig verwierf Anand een romantisch imago met films als Manzil, Tere Ghar Ke Samne, Kinare Kinare, Maya, Asli-Naqli, Jab Pyar Kisi Se Hota Hai, Mahal, Teen Deviyaan en Hum Dono. Ook kwam zijn eerste kleurenfilm uit Guide. Twee andere hitfilms waren de thrillers Jewel Thief en Johny Mera Naam.
Begin jaren zeventig deden Anand's films het minder goed, en leken zijn dagen geteld te zijn als hoofdrolspeler. Hij werd gekoppeld aan jongere tegenspeelsters zoals Rakhee Gulzar, Parveen Babi, Hema Malini, Zeenat Aman en Tina Munim wat zijn carrière een boost gaf, en leverde tal van hitfilms als Yeh Gulistan Hamara (1972), Banarasi Babu (1973), Chhupa Rustam (1973), Heera Panna (1973), Amir Garib (1974), Warrant (1975), Kalabaaz, Darling Darling (1977), Bullet (1976), Des Pardes (1978), Man Pasand, Lootmaar (1980) en Swami Dada (1982). 
Hoewel Anand's populariteit aanhield besloot hij zijn zoon Suneil's carrière te starten met zijn eigen geproduceerde en geregisseerde film  Anand Aur Anand (1984). De film faalde en Suneil besloot na drie films zijn carrière als acteur te beeïndigen. Anand gaf zelf nog twee hitfilms als hoofdrolspeler Hum Naujawan (1985) en Lashkar (1989).
Hij stortte zich naast acteren vooral op het produceren en regisseren van films in de jaren negentig. Zijn enige hit was Sau Crore (1991). Anand overleed twee maanden na zijn laatste film Chargesheet op 88-jarige leeftijd in zijn hotelkamer in Londen aan een hartaanval op 3 december 2011.